# Угрешский путепровод
Угре́шский путепрово́д — автодорожный мост-путепровод в Москве на Волгоградскиом проспекте. Район Нижегородский, Юго-Восточный административный округ. Пересекает Малое кольцо Московской железной дороги и ТТК.

## История
Угрешский путепровод был построен по проекту инженера И. Ю. Аршавского в 1958 году через Московскую железную дорогу недалеко от станции «Угрешская», от которой и получил своё название.
Изначально длина путепровода составляла 106 м, ширина 32 м. Пролётные строения были из сборного, предварительно напряжённого железобетона. Реконструкция была проведена «в рекордно малые сроки».

### Реконструкция
Путепровод, построенный в середине пятидесятых годов устарел, мешал строительству Третьего транспортного кольца, не справлялся с потоком транспорта и его решили реконструировать.
В 2000 году на месте старого путепровода началось строительство нового путепровода и двух эстакад: въездной и съездной.

## Параметры
Строение основного путепровода: сталежелезобетонное, четырёхпролётное. Длина нового путепровода более чем в два раза больше прежнего. Длина основного путепровода — 173 метра, а эстакады — 207 метров. Движение в обе стороны четырёхполосное. Угрешский путепровод расположен над железнодорожными путями МКМЖД и пересекает Третье транспортное кольцо.

## Транспорт
Метро: 14 линия (МЦК).